# MOSFET
| N-channels: |                 |                   |
| P-channels: |                 |                   |
|             | depletion IGFET | enhancement IGFET |

MOSFET er et akronym for metal-oxide-semiconductor field-effect transistor, som på dansk kaldes metal-oxid-halvleder-felteffekttransistor.
En MOSFET er en af flere transistortyper, som er elektriske komponenter lavet af chipformet halvlederfaststof  og pakket ind i et hus med typisk tre eller fire ben (også kaldet terminaler). Deres formål i næsten al elektronik er at forstærke elektriske signaler (analog styring) eller fungere som en elektrisk kontakt (digital styring).
De fleste MOSFET i dag (2005) har feltaktive kanaler, der faktisk består af lagene halvleder-oxid-halvleder-FET, som burde have det engelske akronym SOSFET. MOSFET er i dag den mest almindelige og udbredte transistortype.
MOSFET anvendes i dag (2005) stort set i alle digitale kredsløb; digitalure, frekvenstællere, computere, hukommelseskredse (RAM, ROM) og CPUer – i form af integrerede kredsløb. Grunden til MOSFETs store udbredelse i dag er, at digitale kredsløb baseret på MOSFETs kun bruger energi i selve skifteøjeblikket. Det betyder digitale kredsløb baseret på MOSFETs bruger energi proportionalt med taktgiverens frekvens. F.eks. kan et digitalur med LCD-udlæsning, virke i mindst et år på et lille batteri.

## Faststofopbygning
MOSFETten består af en kanal n-type eller p-type halvledermateriale og bliver henholdsvis kaldet en NMOSFET eller en PMOSFET. Almindeligvis anvendes halvlederen silicium, men nogle chip-fabrikanter, især IBM, er begyndt at anvende legeringen af silicium og germanium (SiGe) i MOSFET kanalerne. Der findes halvledere med bedre elektriske egenskaber end silicium, som f.eks. galliumarsenid, men disse kan ikke danne den gode gate-oxid (SiO2) og kan derfor ikke umiddelbart anvendes til MOSFET-fremstilling.
Gate-laget består af polysilicium (polykrystallinsk silicium); det forklares længere fremme hvorfor polysilicium anvendes) placeres over oxidet som igen er placeret på kanalen. Når en spændingsforskel lægges mellem gate-laget og source, vil der være et elektrisk felt og danne den såkaldte "inversionskanal" mellem source og drain. Inversionskanalen er af den samme type for både —p-type eller n-type— MOSFETene. Inversionskanalen udgør en leder hvor strøm kan passere. Ved at variere spændingsforskellen mellem gate og source, kan man ændre kanalens ledningsevne – og det er netop dét som gør det muligt at styre source-drain-strømmen.

## MOSFET operation
En MOSFETs anvendelse kan deles i 3 arbejdsområder (NMOSFET)
:
- 1. Cut-off. {\displaystyle V_{GS}<V_{th}} hvor {\displaystyle V_{th}} er MOSFETtens tærskelspænding (en. threshold voltage).
  - Der er ingen elektrisk ledning mellem drain og source (undtagen en svag utilsigtet lækstrøm).
- 2. Det lineare arbejdsområde eller triodearbejdsområdet (gammel betegnelse). Source-drain virker hovedsageligt som en ohmsk modstand: Når {\displaystyle V_{GS}>V_{th}} og {\displaystyle |V_{DS}|<V_{GS}-V_{th}}. Det egentlige tilnærmelsesvise lineare arbejdsområde er når {\displaystyle V_{GS}>V_{th}} og {\displaystyle |V_{DS}|<<V_{GS}-V_{th}}, hvor "<<" står for meget mindre end. Det er lige omkring origo. Her er graferne tæt på at være linjer (lineære).
  - MOSFETten tillader nogen ledning mellem drain og source. Strømmen fra drain til source er; modelligning: {\displaystyle I_{d}={\frac {\mu _{n}C_{ox}}{2}}{\frac {W}{L}}(2(V_{GS}-V_{th})V_{DS}-V_{DS}^{2})}
- 3. Mætning (en. saturation): Når {\displaystyle V_{GS}>V_{th}} og {\displaystyle V_{DS}>V_{GS}-V_{th}}
  - MOSFETten virker hovedsageligt som en styret strømgenerator mellem drain og source. Skillekurven mellem mætning og det lineare arbejdsområde kaldes pinch-off. drain-source strømmen er hovedsageligt uafhængigt af drain-source spændingen og drain-source strømmen bliver hovedsageligt styret af gate-source spændingen – modelligning: {\displaystyle I_{d}={\frac {\mu _{n}C_{ox}}{2}}{\frac {W}{L}}(V_{GS}-V_{th})^{2}}

## MOSFET eksempler
Af eksempler på MOSFETs er der:

### Primæranaloganvendelse
- 40673, 3N204, BF960, BF981, MPF122 kendte men gamle dobbelt-gate MOSFET med kanalen liggende parallelt med chipoverfladen.
- BF996S, BF998, 3SK183, CF300 dobbelt-gate MOSFET.
- CFY30 enkelt-gate MOSFET.
- IC-kredse: TS271, TLC271 (enkelt operationsforstærker hvor forsyningshvilestrømmen kan vælges blandt 3 mulige).

### Primærdigitalanvendelse
- CMOS 4000-serien (Philips...) eller 14000-serien (Motorola), primært til digital brug, fra 1970. Bruges stadig – især hvor strømforbruget skal være lavt:
  - 4007, 4066, 4040...74C...
- HC-serien high-speed CMOS (egentlig CSOS!) fra 1982 – Bruges stadig – især hvor strømforbruget skal være lavt og hastigheden høj:
  - 74HC4066, 74HC4040, 74HC...
- Der er kommet mange CMOS familier mere til...74AC, AHC, LV, LVC, ALVC...det er dem der anvendes i PowerPC og Pentium processorchips. Der er også hybrider mellem CMOS og TTL: BCT, LVT, ABT...

### Hybridanvendelse (analog og digital)
- IC-kredse: TLC3704CN (4 komparatorer med push-pull udgang), LP339N (CMOS udgave af LM339 komparatorkredsen med pull-down udgang), ICM7555=, TLC555, ZSCT1555, LMC555CD, MC1455 (CMOS udgaven af: 555=, SE555, NE555, LM555 taktgiverkredsen).